# Bevisförvanskning
Bevisförvanskning, brott enligt svensk lag. I brottsbalken 15 kap 8 § står:
"Förvanskar eller undanröjer någon bevis med uppsåt att oskyldig må bliva fälld till ansvar eller åberopar någon med sådant uppsåt falskt bevis, dömes för bevisförvanskning till fängelse i högst två år eller, om brottet är ringa, till böter eller fängelse i högst sex månader.
Är brottet grovt, dömes till fängelse, lägst sex månader och högst fyra år."